# Kanton Roquesteron
Kanton Roquesteron (fr. Canton de Roquesteron) je francouzský kanton v departementu Alpes-Maritimes v regionu Provence-Alpes-Côte d'Azur. Tvoří ho devět obcí.

## Obce kantonu
- Bonson
- Cuébris
- Gilette
- Pierrefeu
- Revest-les-Roches
- Roquesteron
- Sigale
- Toudon
- Tourette-du-Château